# Khardaha
Khardaha (en bengalí: খড়দহ ) es una ciudad de la India, en el distrito de 24 Parganas norte, estado de Bengala Occidental. Según el censo de 2011, tiene una población de 108,496 habitantes.

## Geografía
Está situada a una altitud de 15 m s. n. m., a 19 km de la capital estatal, Calcuta, en la zona horaria UTC +5:30.